# Estońskie przebudzenie narodowe

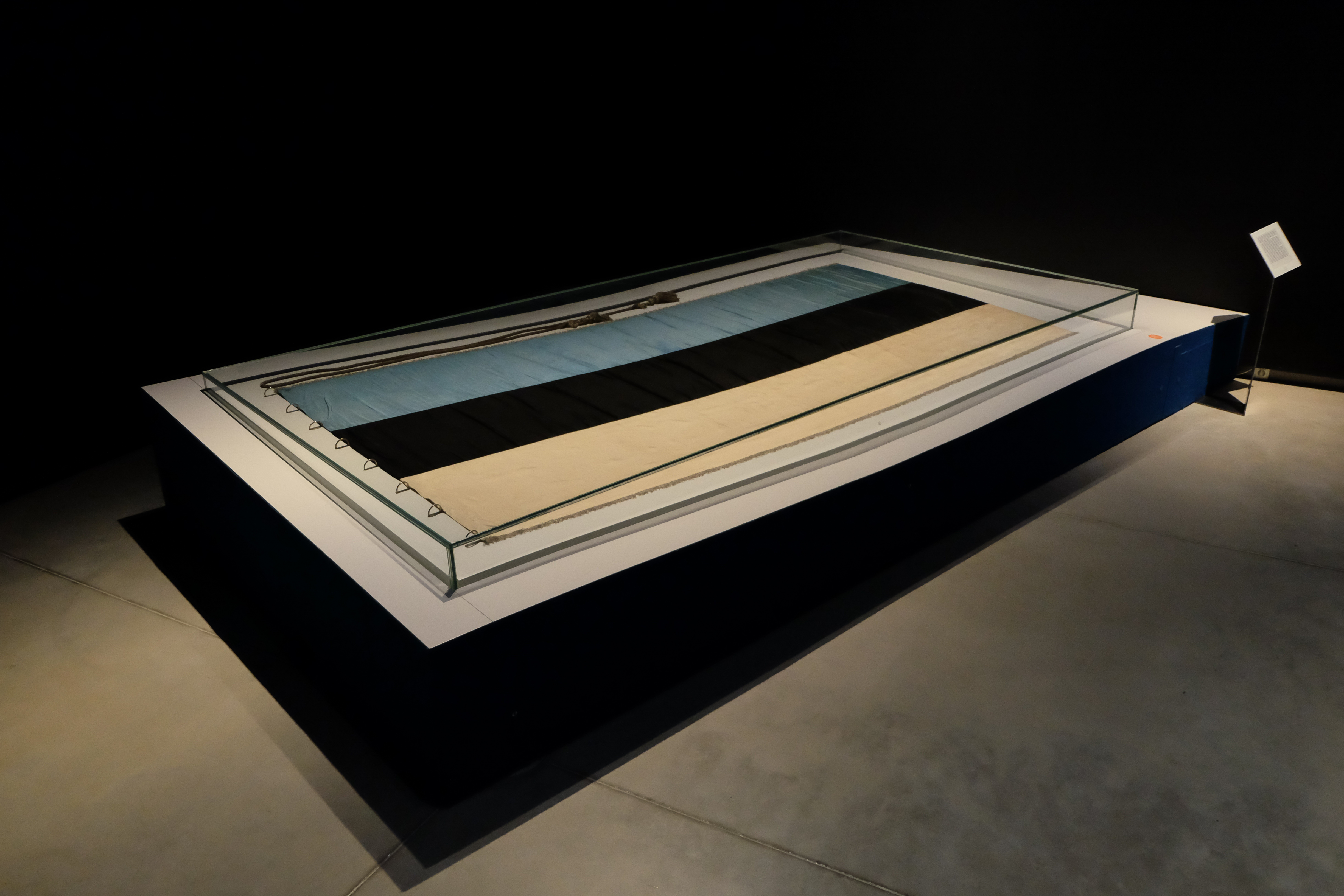
Pierwsza flaga Estonii (kolekcja Estońskiego Muzeum Narodowego)

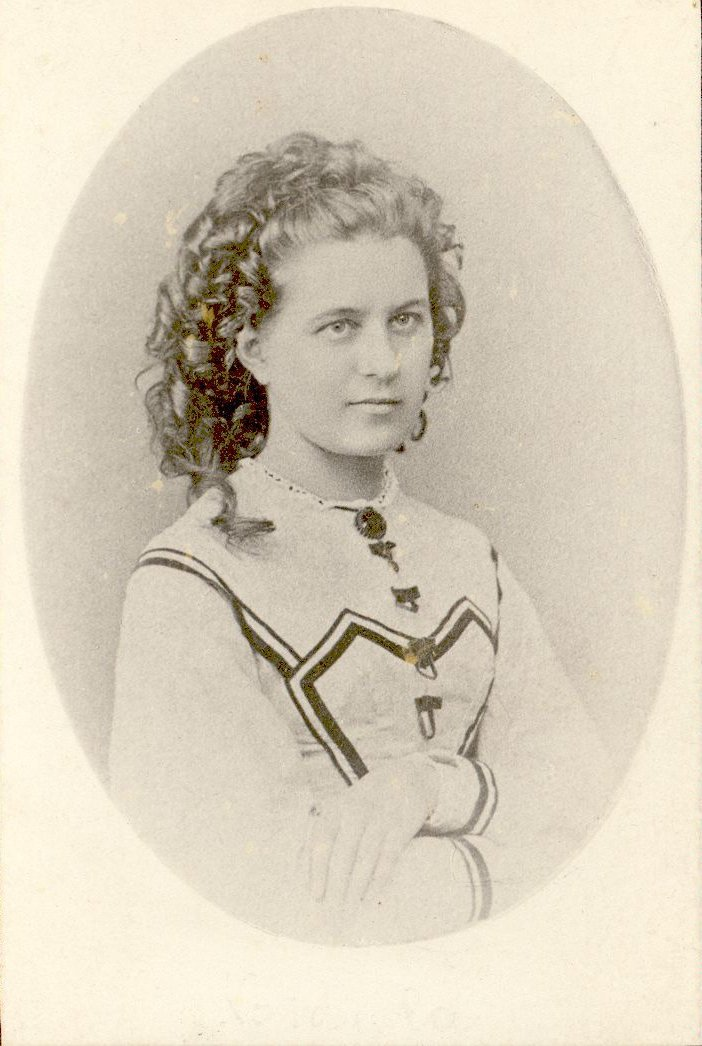
Lydia Koidula

Estońskie przebudzenie narodowe (est. Ärkamisaeg) – okres w dziejach XIX-wiecznej Estonii, gdy Estończycy uznali siebie za naród zdolny do samodzielnych rządów. Ramy czasowe obejmują lata 50. XIX wieku, jako początek, i rok 1918, w którym ogłoszono utworzenie Republiki Estońskiej jako koniec epoki. Ten termin bywa również stosowany do opisu sytuacji w Estonii w latach 1988–1990, gdy Estończycy zbuntowali się przeciw rządom radzieckim.

## Tło historyczne
Estonia nie utworzyła wcześniej swojej państwowości, choć poszczególne hrabstwa (est. maakondad) jednoczyły się w czasie najazdów i współpracowały na innych polach. Jednak praktycznie nieustająco i zależnie od epoki, Estonia znajdowała się pod panowaniem albo Zakonu Kawalerów Mieczowych, albo Danii, albo Rzeczypospolitej Obojga Narodów, a także Szwecji. Od 1721 roku nastało z kolei panowanie rosyjskiego caratu. 

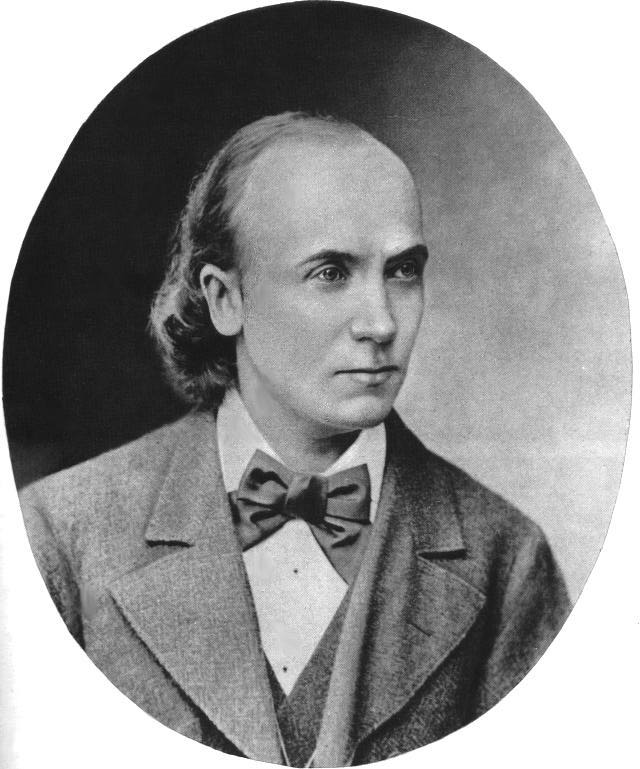
Jakob Hurt

Do czasu rosyjskiej dominacji to Niemcy bałtyccy byli grupą uprzywilejowaną na ziemiach estońskich. Tworzyli stan szlachecki, podczas gdy Estończycy byli warstwą chłopską, którą dręczono pańszczyzną i izolowano od własnego języka za sprawą wszechobecnej niemczyzny. Z kolei w okresie rosyjskim Niemcy nadal pełnili ważną rolę i choć zaczęło powstawać niemieckie środowisko estofilów (np. lekarz Georg Julius Bertram-Schultz), to w większości Niemcy nadal blokowali zapędy tożsamościowe Estończyków i współpracowali z urzędnikami rosyjskimi.
W XIX wieku, w czasie budzenia się ruchów narodowych w Europie, nasilona rusyfikacja na ziemiach estońskich doprowadziła do osłabienia pozycji Niemców bałtyckich. Jednocześnie zniesiono pańszczyznę, a także rosła liczba wykształconych Estończyków i znaczenie uniwersytetu w Tartu (ówcześnie: Dorpat).
Z inicjatywy Jakoba Hurta zbierano folklor estoński. Powstawała też poezja i dramaturgia w języku narodowym – tworzyli ją m.in. przedwcześnie zmarły „ojciec literatury estońskiej” Kristjan Jaak Peterson, Lydia Koidula, a w późniejszym okresie Marie Under. Estończycy doczekali się też własnego eposu narodowego w języku estońskim pt. „Kalevipoeg” (Syn Kaleva) autorstwa Friedriecha Reinholda Kreutzwalda. Estoński ruch narodowy działał na dwóch biegunach – część aktywistów kierowała sympatie w stronę rosyjską (Carl Robert Jakobson), część natomiast w kierunku niemieckich tradycji i kultury.
24 lutego 1918 roku tłumy Estończyków zebrały się w Parnawie (est. Pärnu), by wysłuchać odczytywanej deklaracji niepodległości Estonii. Mimo że dzień później kraj zajęli Niemcy, dzień ten jest świętowany jako Dzień Niepodległości Estonii.

## Kalendarium

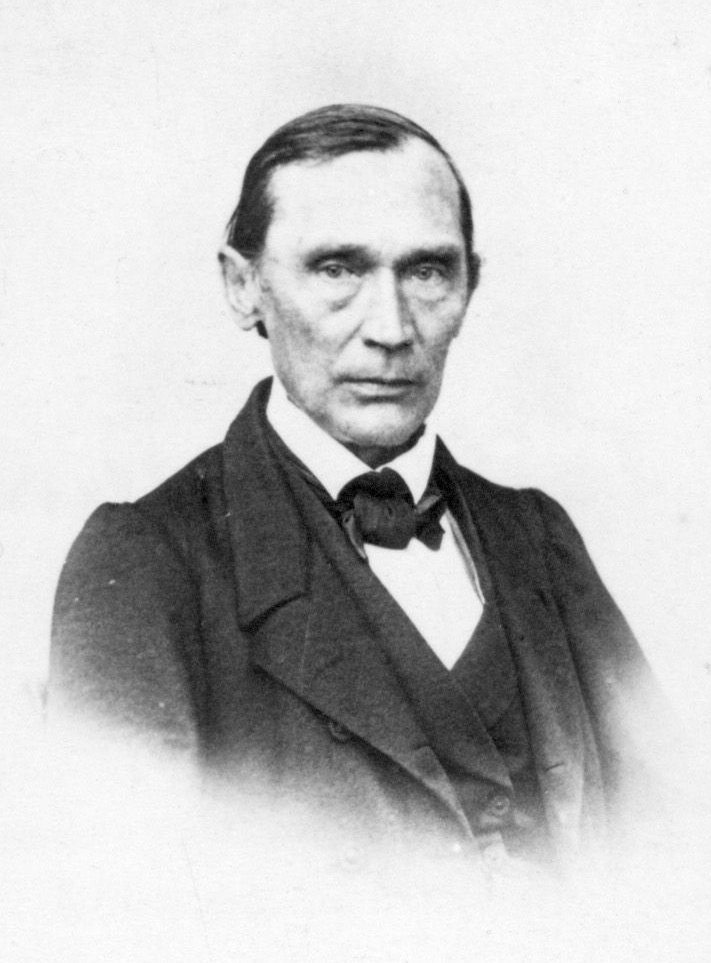
Friedrich Reinhold Kreutzwald

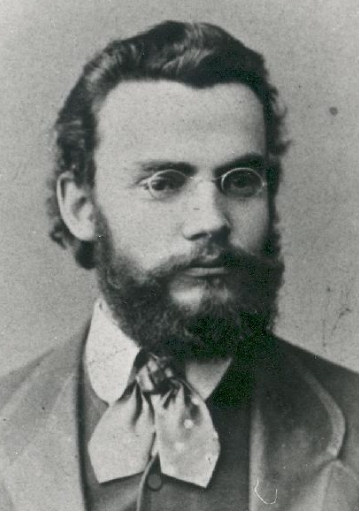
Carl Robert Jakobson

- 1739 – Biblia Antona thora Hellego przetłumaczona z hebrajskiego na język (północno) estoński, pod redakcją Antona Thora Hellego[9].
- W 1853 – pierwsza wersja „Kalevipoeg” (13 817 wersów) zatrzymana przez cenzurę, 1857–1861 inne wydania, 1862 – wydanie pełne w 20. pieśniach[10].
- 1857 – „Perno Postimees” – pierwsza codzienna gazeta w języku estońskim, wychodząca w Parnawie[11].
- 1863 – początek wydawania przez Jakoba Hurta ogromnego zbioru estońskich pieśni ludowych i poezji[5].
- 1865 – w Dorpacie powstaje Towarzystwo Pieśni i Tańca „Vanemuine"[12].
- W 1868 zniesiono pańszczyznę (wcześniej, w 1816, car Aleksander I anulował poddaństwo osobiste w guberni estlandzkiej, a w 1819 – w guberni inflanckiej).
- 1870 – powstał pierwszy teatr estoński, kierowany przez poetkę i dramatopisarkę Lydię Koidulę[13][12].
- W 1869 roku zorganizowano pierwszy Estoński Festiwal Pieśni i Tańca, który zgromadził 20 tysięcy uczestników. Duża część repertuaru była jednak w języku niemieckim[14].
- 1878 – Carl Robert Jakobson zakłada gazetę „Sakala”, gdzie występuje z dominacją niemieckich właścicieli ziemskich[15].
- 17.09.1881 roku – za sprawą młodego poety Jaana Bergmanna, który tworzy wiersz o „fladze powiewającej nad Estonią”, wśród tartuskiej społeczności studenckiej powstaje pierwsza flaga Estonii[16].
- 1888 – otwarcie gimnazjum, które od 1860. roku planowane było jako placówka z wykładowym estońskim – polityka rusyfikacyjna jednak nie pozwoliła na zrealizowanie tych zamierzeń[1].
- Od 1897 roku zaczęła wychodzić gazeta estońskojęzyczna „Eesti Postimees”, której wydawcą był Johann Voldemar Jaansen[11].
- 1917 – w Tallinie powstaje literacka grupa „Siuru”, postulująca tworzenie literatury w języku estońskim[7].
- 24 lutego 1918 – deklaracja niepodległości Republiki Estonii[4].